# Hallsberg (đô thị)
Hallsberg Municipality (Hallsbergs kommun) là một đô thị ở hạt Örebro ở miền trung Thụy Điển. Thủ phủ nằm ở thị xã của Hallsberg.
Đô thị hiện nay được lập năm 1971 khi thị xã (köping) Hallsberg được hợp nhất với các đô thị xung quanh. Một loạt cuộc hợp nhất đã được tiến hành ở khu vực này trong các năm 1952, 1963 và 1967.

## Các đơn vị dân cư trực thuộc
- Hallsberg (thủ phủ)
- Hjortkvarn
- Pålsboda
- Sköllersta
- Vretstorp
- Östansjö

## Đô thị kết nghĩa
1. (1946) Toijala, Phần Lan
2. (1991) Valga, Estonia
3. (1996) Gifhorn, Đức